# Eduard Ellman-Eelma
Eduard Ellmann-Eelma (Sint-Petersburg, 7 april 1902 – Kirov, 16 november 1941) was een voetballer uit Estland die speelde als aanvaller gedurende zijn carrière. Hij kwam uit voor SK Tallinna Sport, Tallinna JK en Estonia Tallinn. Ellman-Eelma werd gearresteerd in de zomer van 1941 in Tallinn door de Russische NKVD, en ter dood veroordeeld. Hij werd op 39-jarige leeftijd geëxecuteerd in een gevangenis in Kirov.

## Interlandcarrière
Ellmann-Eelma speelde in totaal 58 interlands (21 doelpunten) voor de nationale ploeg van Estland in de periode 1921–1935. Hij nam met zijn vaderland deel aan de Olympische Spelen in Parijs, en speelde daar in de voorronde tegen de Verenigde Staten. Estland verloor dat duel met 1-0 door een treffer van Andy Straden, waardoor de ploeg onder leiding van de Hongaarse bondscoach Ferenc Kónya naar huis kon.

## Erelijst
SK Tallinna Sport
- Landskampioen

1921, 1922, 1924
 Tallinna JK
- Landskampioen

1926, 1928
 Estonia Tallinn
- Landskampioen

1934, 1935